# Johanka
Johanka  (lub Johanne) – część Katowic, położona w zachodniej części miasta, na obszarze dzielnicy Załęska Hałda-Brynów część zachodnia. 

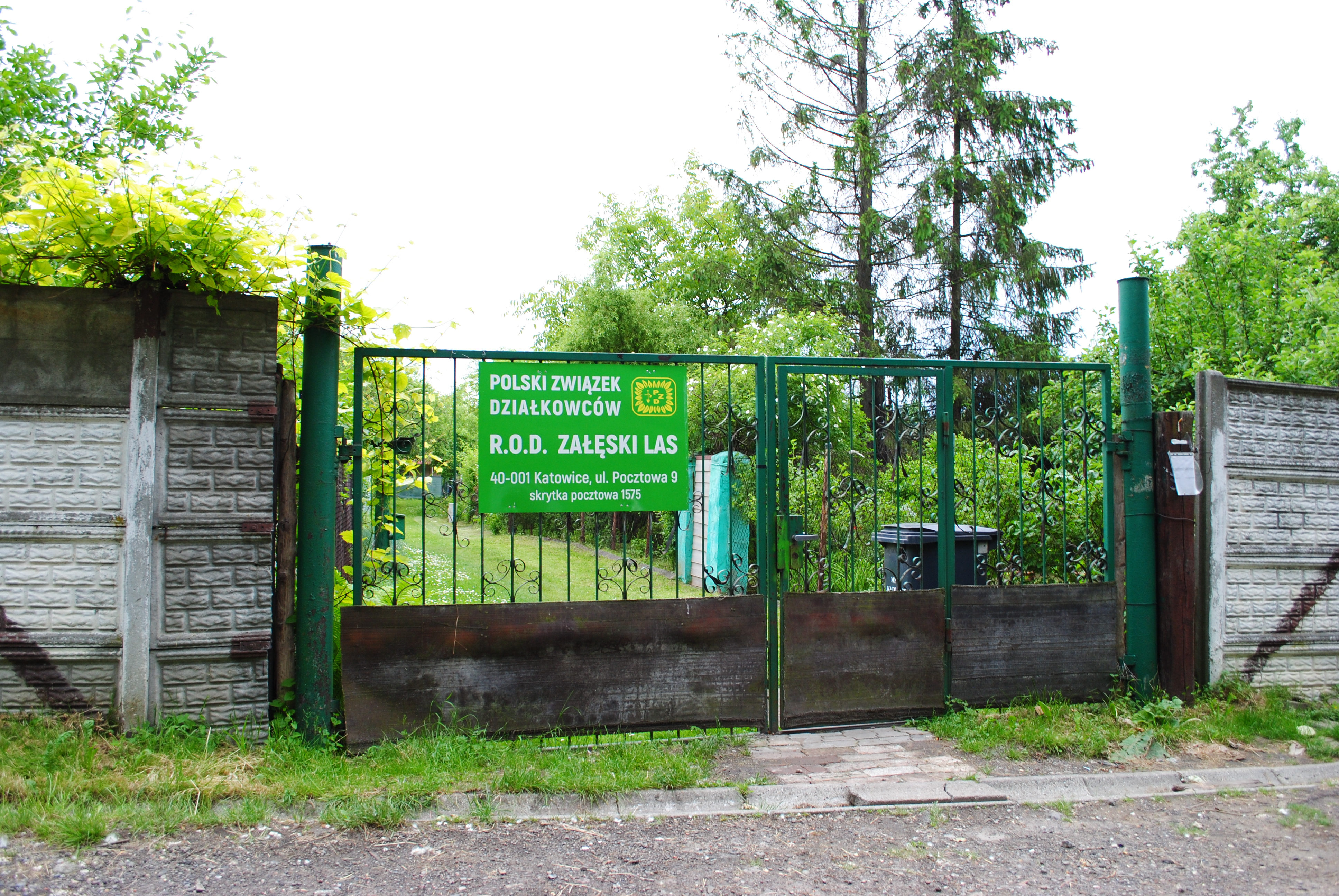
Wejście do ROD Załęski Las

Niewielka kolonia Johanka została wybudowana na polanie leśnej, pomiędzy współczesnymi ulicami: Feliksa Bocheńskiego, Kochłowicką (autostradą A4), Upadową i Załęska Hałda. Nazwa kolonii pochodzi od imienia żony Karla von Wachowskiego z domu Pełka . Jej powstanie i funkcjonowanie miał związek z hutą szkła i późniejszą huty cynku, która była zlokalizowana daleko od zwartej zabudowy Załęża, w Załęskiej Hałdzie, na zachodnim skraju obecnej ulicy Upadowej. Huta szkła rozpoczęła działalność w 1820 roku, natomiast dwa lata później na jej obszarze została nadana huta cynku „Johanna”. Huta ta w latach 1826–1839 była zamknięta.  
W granicach kolonii , w 1840 roku powstała huta cynku „Viktor”, która znajdowała się w rejonie obecnego skrzyżowania ulic: Feliksa Bocheńskiego i Załęska Hałda. W 1877 roku z uwagi na jej zestarzenie została ona zamknięta, a zabudowa zakładu po pewnym czasie została rozebrana. W grudniu 1885 roku kolonie zamieszkiwało 286 osób i należała ona wówczas do gminy Załęże. 
Na terenie Johanki znajduje się ROD Załęski Las, a także dwa serwisy samochodowe. Wokół tej części miasta rozciąga się Las Załęski.